# Hello Kitty: Paralelulu e a Floresta da Maçã
Hello Kitty: Paralelulu e a Floresta da Maçã (ハローキティ りんごの森とパラレルタウン, Harō Kiti Ringo no Mōri to Parareru Taun) é uma série de anime da trilogia Hello Kitty: Ringo no Mori produzida pela Sanrio e transmitida na TV Tokyo entre 2 de outubro de 2007 até 25 de março de 2008.
Em Portugal esta série chegou através de DVD distribuído pela Prisvideo. 

## Enredo
Kitty segue Mimmy até a Floresta da Maçã e cai em um buraco que leva em um mundo paralelo idêntico na aparência ao mundo onde vive Kitty. Assim que regressa à casa Kitty descobre que este mundo é habitado por seres humanos com asas transparentes e faz amizade com Emily: uma supermodelo popular. Juntas, elas partem em busca de Mimmy, mas são dificultadas pela Akuro: uma gata malvada.

## Personagens

### Habitantes da Floresta da Maçã
- Hello Kitty: É a protagonista principal.
- Mimmy: É a irmã mais nova de Kitty.
- Pururu: É uma fada com um cocar em forma de maçã.
- Scotch: É uma coruja sábia com óculos.
- A família Momonga:
  - Monga
  - Mondine
- Akuro: É a antagonista de Kitty.
- Makkuro: É um monstro sob o disfarce de um peixe-gato.

### Habitantes de Paralelulu
- Emily
- Linda
- Helena
- Henry
- Karl